# Norman Calder
Norman Calder (* 1950 in Buckie in Schottland; † 13. Februar 1998) war ein schottischer Historiker und Islamwissenschaftler.

## Leben
1969 ging er an das Wadham College in Oxford. Danach ging er vier Jahre in den Mittleren Osten, wo er als Englischlehrer tätig war. Danach ging er an die School of Oriental and African Studies in London, wo er unter der Betreuung von John Wansbrough seinen Doktortitel erwarb. 1980 ging er an die University of Manchester zum Department of Middle Eastern Studies. Dort war er als Senior Lecturer in Arabic bis zu seinem Tod tätig. Als Schüler von Wansbrough gehörte Calder der sogenannten „revisionistischen“ Schule der Islamwissenschaft an.

## Forschung
Calder konzentrierte sich auf das Islamische Recht in der Frühzeit des Islam. Dazu analysierte er die frühesten bekanntesten Texte des Islamischen Rechts mit der historisch-kritischen Methode, insbesondere der Literarkritik. Dabei fand er heraus, dass die frühen Texte des islamischen Rechts nicht von einem Autor stammten, sondern in einem längeren Prozess redaktionell bearbeitet worden waren. Erst nachträglich hatte man die Texte der Autorschaft autoritativer Persönlichkeiten zugeschrieben. Calder setzte die Datierung der Texte auf die erste Hälfte des dritten Jahrhunderts nach islamischer Zeitrechnung an, also Mitte des 9. Jahrhunderts nach christlicher Zeitrechnung. Das bedeutet, dass 200 Jahre vergangen waren, bis die frühesten Texte des islamischen Rechts entstanden.

## Werke
- mit Jawid Mojaddedi: Interpretation and Jurisprudence in Medieval Islam (2006).
- Islamic Jurisprudence in the Classical Era (2014).
- als Herausgeber mit Jawid Mojaddedi und Andrew Rippin: Classical Islam: A Sourcebook of Religious Literature (2012).